# Пшемыслав Ратиборский
Пшемыслав Ратиборский (пол. Przemysław raciborski, ср.-в.-нем. Primislaus von Ratibor 1258/1268 — 7 мая 1306) — князь Ратиборский (1281/1282—1306).

## Биография
Младший (четвертый) сын князя опольско-ратиборского Владислава I Опольского и Евфимии Великопольской. Представитель опольской линии династии Силезских Пястов.
В 1281/1282 году после смерти князя Владислава I Опольского его четыре сына разделили княжество: старший сын Мешко I и самый младший сын Пшемыслав получили Рацибуж, а второй и третий сыновья Казимир и Болеслав I унаследовали Ополе. Мешко вместе со своим младшим братом Пшемыславом также получил в совместное владение города Цешин и Освенцим. До совершеннолетия Пшесмыслава в 1284 году Мешко управлял их владениями единолично. 
В 1285 году Пшемыслав вместе с братьями Мешко и Казимиром поддержал епископа Вроцлава Томаша Зарембу в его конфликте с князем Вроцлавским Генрихом IV Пробусом, предоставив епископу убежище в Рацибуже. В 1287 году Генрих IV предпринял карательную экспедицию против Рацибужа, в ходе которой город был осаждён и существенно разрушен.
В 1290 году Мешко и Пшемыслав разделили свои владения: Пшемыслав получил во владение Рацибуж, а Мешко I стал самостоятельным князем Цешинским.
17 января 1291 года Пшемыслав Ратиборский вместе со своими братьями Мешко, Болеславом и Казимиром в Оломоуце заключили союз с королем Чехии Вацлавом II. В следующем году, ориентировочно 11 августа 1292 года, Пшемыслав и его братья принесли вассальную присягу Вацлаву II.
О деятельности Пшемыслава в своем княжестве известно, что в 1299 году он предоставил магдебургское право городу Рацибужу и основал в нем доминиканский монастырь.
В мае 1306 года князь Пшемыслав Ратиборский скончался и был похоронен в основанном им доминиканском монастыре. Его владения унаследовал единственный сын Лешек Ратиборский (1306—1336).

## Семья
Между 1289 и 1291 годами Примислав Ратиборский женился на Анне Мазовецкой (1274—1327/1337), дочери князя мазовецкого и черского Конрада II. Дети от этого брака:
- Лешек (1290/1291—1336), князь ратиборский;
- Анна (1292/1298—1340), жена с ок. 1318 года Микулаша II (1288—1365), князя ратиборско-опавского;
- Евфимия (1299/1301—1365), аббатиса доминиканского монастыря Святого Духа в Рацибуже
- Констанция (до 1307—1351).